# Нова Весь (Бендзинський повіт)
Нова Весь (пол. Nowa Wieś) — село в Польщі, у гміні Меженциці Бендзинського повіту Сілезького воєводства.
Населення — 1204 особи (2011).
У 1975-1998 роках село належало до Катовицького воєводства.

## Демографія
Демографічна структура станом на 31 березня 2011 року:
|          | Загалом | Допрацездатний вік | Працездатний вік | Постпрацездатний вік |
| -------- | ------- | ------------------ | ---------------- | -------------------- |
| Чоловіки | 566     | 83                 | 420              | 63                   |
| Жінки    | 638     | 108                | 381              | 149                  |
| Разом    | 1204    | 191                | 801              | 212                  |